# ヒケ
ヒケ（ひけ、Sink Marks）とは、工業製品において材料が起こす成形収縮によって生じるへこみ、窪みである。射出成形（インジェクション）などの金型を用いて作られた合成樹脂製品に顕著に見られる現象である。

## 合成樹脂のヒケ
射出成形では、溶解したプラスチックを金型内に射出して製品を形作るが、樹脂の種類によって程度差は有るものの、冷えて取り出された製品は溶けた樹脂の状態と較べて多かれ少なかれ収縮する。そのため出来上がった製品は金型の内面そのままの形状とはならず、へこんだりする。この収縮による不良をヒケと呼ぶ。
この収縮は当然ながら射出された材料の量に比例するので、製品に厚みの有るものほどヒケを生じやすい。例えば、表面は平面でも裏面に凹凸が有る形状では、裏面が凸の部分が収縮し、表面側にヒケが生じる。
ヒケの発生を防ぐには、なるべく均等な製品設計を行い、同一製品内でもブロック状に厚みがある部分には製品の品質に影響しない形で意図的に凹部を形成する（いわゆる「肉抜き」「肉盗み」）を施すといった配慮が必要になる。また逆に、ヒケることを予め計算してその部分に厚みを持たせ、ヒケた状態で狙った形状を得るという方法もあるが、これには極めて高度な金型製作技術が要求される。
成形条件でヒケ発生を抑制するには、樹脂にかかる温度を可能な限り抑える手法が用いられる。樹脂温度や金型温度を低める設定が一般的である。また、ヒケ対策には樹脂の充填密度を高める手法も有効であり、このために射出圧力や背圧を強める方法も取られる。ただし、これらの手段は樹脂の分子配向や残留応力を高めたり、成形時間が長くなるなどの欠点があり、これらを織り込んだ成形条件のバランス調整が求められる。

## プラモデル
プラモデルでは、金型技術が向上して薄肉で成形することが可能になったため、2014年現在ではあまり見られなくなったが、かつてのプラモデル・キットでは部品のヒケやバリの存在は当たり前だった。綺麗な完成品を目指す場合には、模型用のパテを用いてパーツのヒケを埋める必要があるが、このパテ自体もヒケを起こす。
エポキシパテのような化学硬化性のものはさほどではないが、ラッカー系パテのように溶剤を揮発させて硬化するパテでは、揮発した溶剤の分だけ容積が減少し、パテを充填・塗布した面がヒケてしまう。そのためパテは厚めに盛り、硬化後に余分を削り落とすと言う作業が必要になる。
スナップフィットは接着剤を使う旧来形式に比べ組立が容易だが、裏面に突起物がより大きく、また数も多くなるためヒケが出やすくなり、美観を最優先するスケールモデルでの導入が進まない一因となっている。

## 鋳造でのヒケ
樹脂ほど顕著ではないが、金属の鋳造においてもヒケは生じる。例えば自動車のエンジン部品のように分厚い金属ブロックを鋳造する際に発生するヒケは、「ス」（製品に空気が入って予期しない空洞を形成する）と並んで注意を要する。
また、一部の素材は冷え固まる際に逆に体積が大きくなる特性（身近なところでは氷）を持っており、合金とすることでヒケ軽減・防止に利用できる。金属材ではアンチモンが知られ、活字合金など高精度を要求される鋳物材とされる。